# Mautby
Mautby är en ort och civil parish i Storbritannien.   Den ligger i grevskapet Norfolk och riksdelen England, i den sydöstra delen av landet, 180 km nordost om huvudstaden London. Mautby ligger 5 meter över havet och antalet invånare är 395.
Terrängen runt Mautby är mycket platt. Havet är nära Mautby österut.  Närmaste större samhälle är Great Yarmouth, 6,7 km sydost om Mautby. 